# 브래들리 존슨
브래들리 폴 존슨(Bradley Paul Johnson, 1987년 4월 28일 ~ )는 잉글랜드의 축구 선수이다. 포지션은 미드필더이다.